# Celadilla-Sotobrín
Celadilla-Sotobrín es un antiguo municipio de Castilla la Vieja, hoy comunidad autónoma de Castilla y León, provincia de Burgos (España). Está situado en la comarca de Alfoz de Burgos y en la actualidad es una Entidad Local Menor que depende del Ayuntamiento de Merindad de Río Ubierna.
Hay documentos donde también se le denomina Celadilla de Sotobrín. Antes de tener la denominación actual se llamó Celadilla de San Cibrián.

## Datos generales
Se ubica en la ladera que cierra al oeste el valle del río Ubierna, en el límite con el Valle de Santibáñez.
Está situada a 4 km al este de la capital del municipio, Sotopalacios. Forma parte de la Mancomunidad Tierras del Cid.

## Comunicaciones
- Carretera: en la carretera local  BU-V-6011  que comunica Quintanaortuño en la  N-623  de Burgos a Santander, con Mansilla de Burgos en la autonómica  CL-622  de Burgos a Aguilar de Campoó.

## Historia
Existen restos romanos (piedra de sillería) en el llamado "patio", un conjunto de casas situadas en la ladera de la subida de la besugueta y que recuerdan la estructura de algún tipo de estructura militar. Todavía a mediados del siglo XX se mantenía en pie un torreón de piedra negra labrada que se usaba como palomar.
Unos dos kilómetros al norte del pueblo se encuentra la ermita de Sotobrín, el único vestigio que queda actualmente del antiguo de Sotobrín. En el libro Rentas Monásticas de Castilla: Problemas de Método se menciona al pueblo de Sotobrin formando parte del dominio del abadengo de Oña en el año 1338.
En la época del Becerro de las Behetrías (1350-1366) ya no figura Sotobrín como tal y aparece Celadiella de Sotobam
Existen fotografías aéreas que demuestran la existencia de un poblado anterior alrededor de la ermita de Sotobrín (cimientos).
En el s.XVIII formaba parte de la Merindad de Río Ubierna, Jurisdicción de Río Ubierna, en el Partido de Burgos, uno de los catorce que formaban la Intendencia de Burgos. Durante el periodo comprendido entre 1785 y 1833, en el Censo de Floridablanca de 1787 era jurisdicción de realengo, con alcalde pedáneo.
Fue municipio (denominado entonces Celadilla Sotobria) de Castilla la Vieja en el Partido de Burgos. En el censo de la matrícula catastral de 1842 contaba con 41 hogares y 132 vecinos. 
Hay documentos donde también se le denomina Celadilla de Sotobrín. Antes de tener la denominación actual se llamó Celadilla de San Cibrián.
Entre el censo de 1981 y el anterior, este municipio desaparece porque se agrupa en el municipio de la Merindad de Río Ubierna. Su término municipal con una extensión superficial de 6.093 hectáreas, albergando 39 hogares y 157 vecinos. En el censo de 1910 alcanzó su máxima población con 271 habitantes (El dato de 6 093 ha es un dato erróneo; quizá el correcto sea 1 093 hectáreas. En todo caso, la superficie, incluido Sotobrín, ronda las mil hectáreas).

## Toponimia
El término municipal actual, situado muy cerca de Burgos, comparte su nombre de "CELADILLA", (voz que parece provenir del verbo CELAR (vigilar) o CELADA (en este caso en el significado de lugar adscrito a cuestiones militares), con el de "SOTOBRÍN", en este otro un segundo nombre que supone el eco de la remota adquisición por parte del primero de otro pueblo, situado donde se encuentra la cercana ermita de Sotobrín, que probablemente sería la iglesia del pueblo anterior.
La voz "Sotobrín" tiene claras reminiscencias íberas. La conjunción de dos términos SOTO bosque, zona arbolada) y BRIGA (asentamiento fortificado) recuerda que esta parte estuvo habitada por los belicosos celtíberos.

## Fiestas
Fiestas patronales: el primer fin de semana de julio
San Miguel: 29 de septiembre
San Antonio: 15 de junio

## Demografía
| Gráfica de evolución demográfica de Celadilla Sotobrín entre 1842 y 1970 |
| |
| Población de derecho según los censos de población del INE. Población de hecho según los censos de población del INE.En estos censos se denominaba Celadilla Sotobria: 1842, 1857 y 1860. Entre el censo de 1981 y el anterior, este municipio desaparece porque se agrupa en el municipio Merindad de Río Ubierna. |

| 1842 | 1857 | 1860 | 1877 | 1887 | 1897 | 1900 | 1910 | 1920 | 1930 | 1940 | 1950 | 1960 | 1970 | 2000 | 2010 | 2013 | 2014 | 2015 | 2016 | 2017 | 2018 | 2020 |
| ---- | ---- | ---- | ---- | ---- | ---- | ---- | ---- | ---- | ---- | ---- | ---- | ---- | ---- | ---- | ---- | ---- | ---- | ---- | ---- | ---- | ---- | ---- |
| 132  | 236  | 243  | 250  | 251  | 242  | 243  | 271  | 237  | 219  | 253  | 225  | 200  | 157  | 80   | 86   | 88   | 90   | 76   | 78   | 73   | 74   | 62   |

## Patrimonio arquitectónico

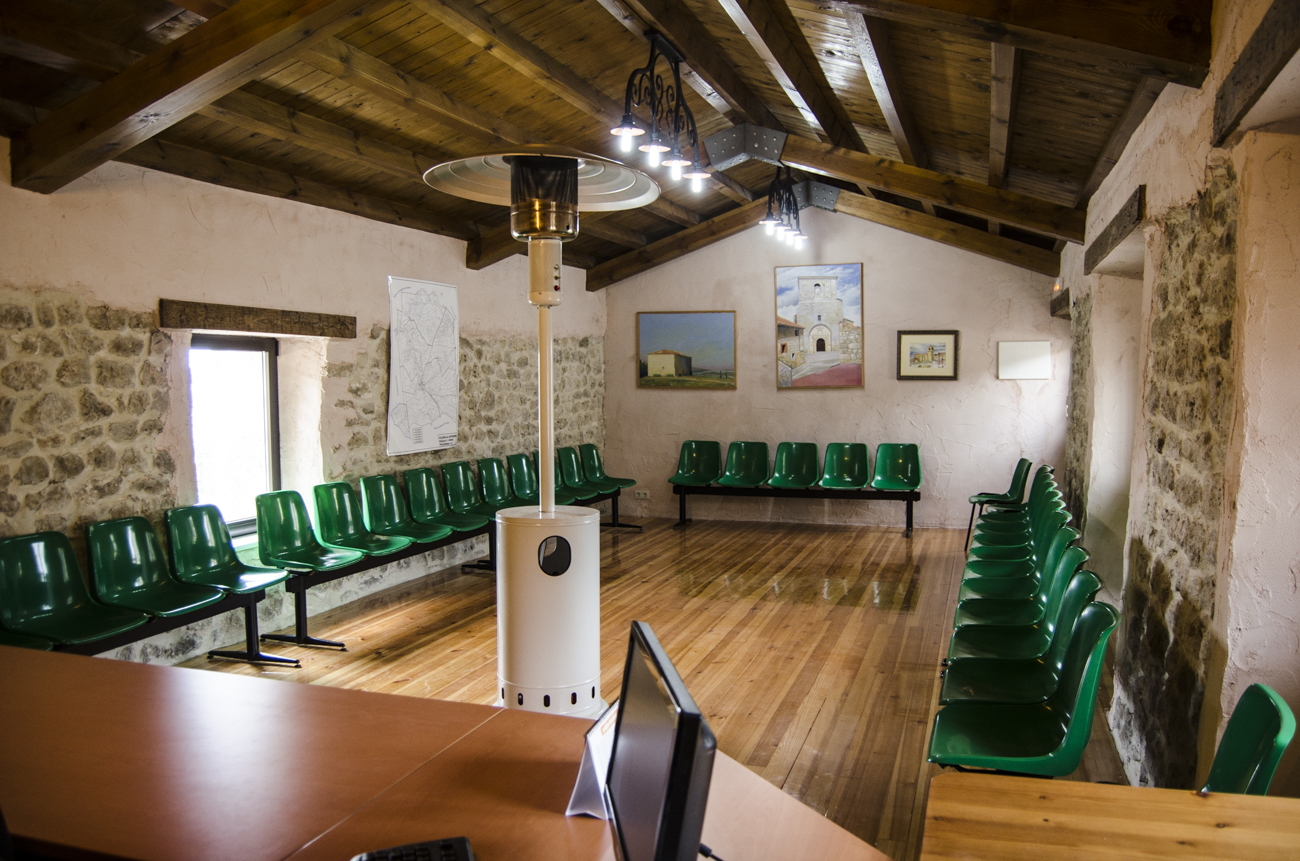
Sala de concejo.

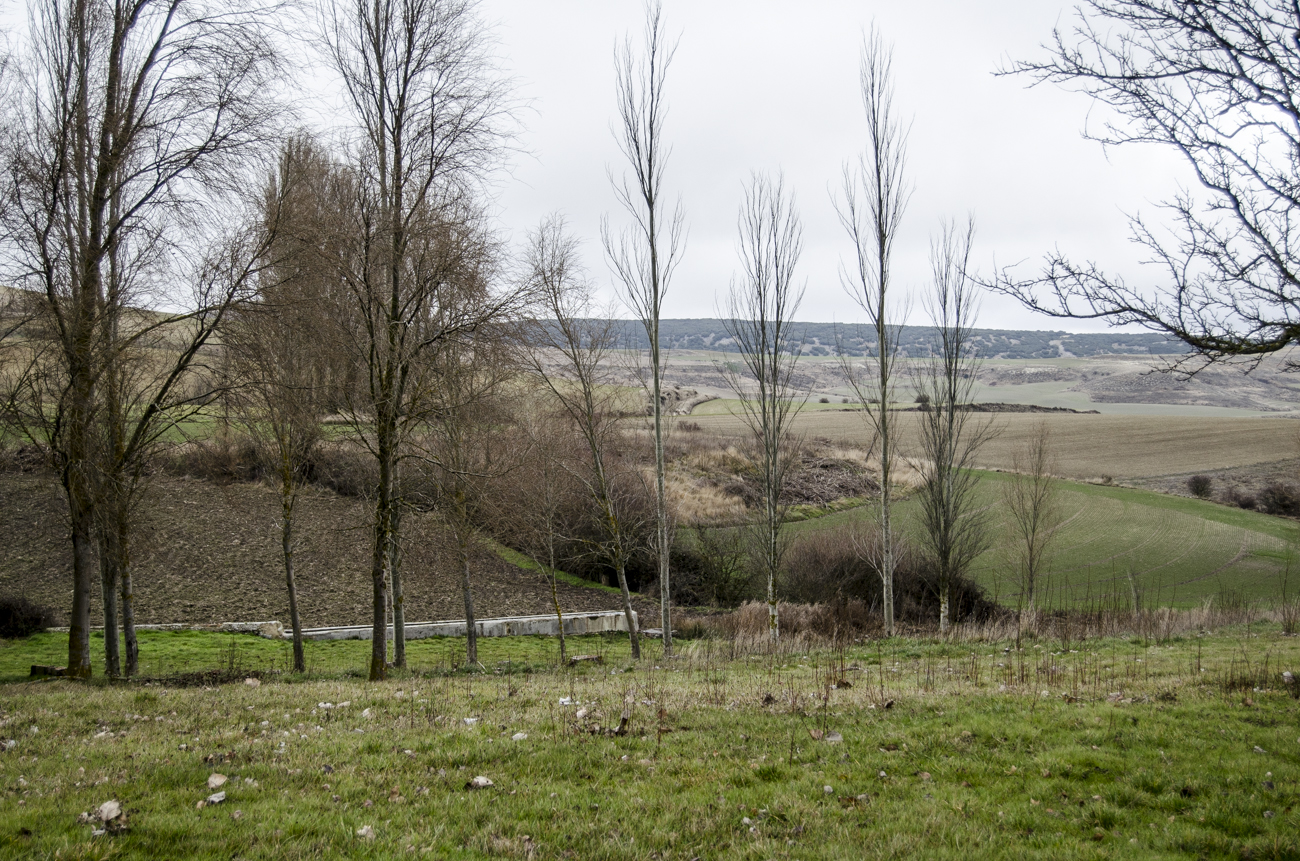
Celadilla-Sotobrín. Vista parcial de la ubicación del antiguo pueblo de Sotobrín.

Iglesia de San Miguel ArcángelRenacentista del s.XVII. Tuvo como veedor de las obras a Juan de Naveda Adscrita a la parroquia de Valle de Ubierna en el arciprestazgo de Ubierna Úrbel. Situada en un lateral de la plaza Mayor, se trata de un sólido edificio de piedra con torre fortaleza, levantado sobre una sola nave rectangular. La portada presenta arco de medio punto y frontón roto del siglo XVIII. El interior ha sufrido profundas modificaciones, aunque tanto la sacristía como las capillas laterales conservan su aspecto primitivo. En una de ellas se encuentra un interesante retablo de madera policromada. La iglesia tiene una única nave de planta rectangular con artesonado de madera (reconstruido siguiendo el modelo del original medieval).

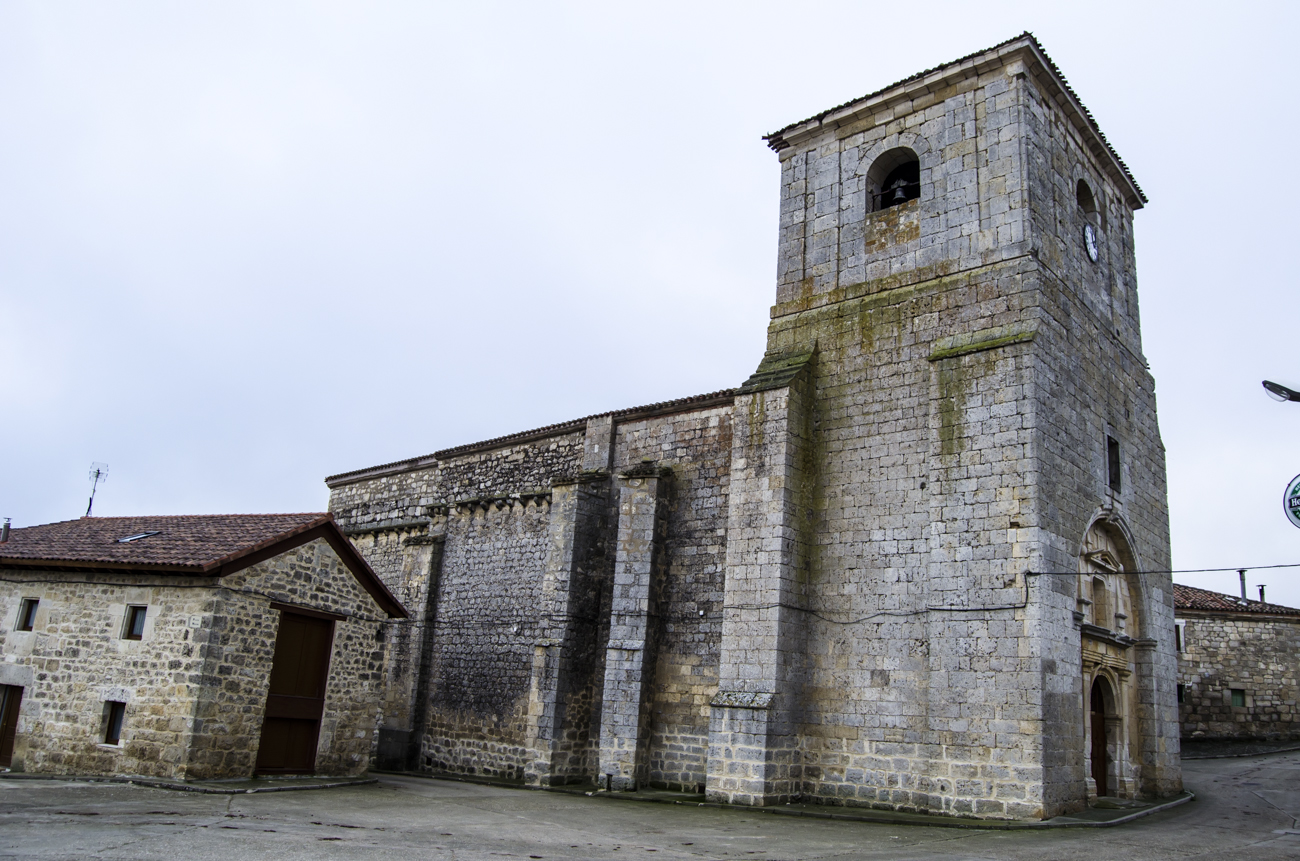
Iglesia de San Miguel Arcángel
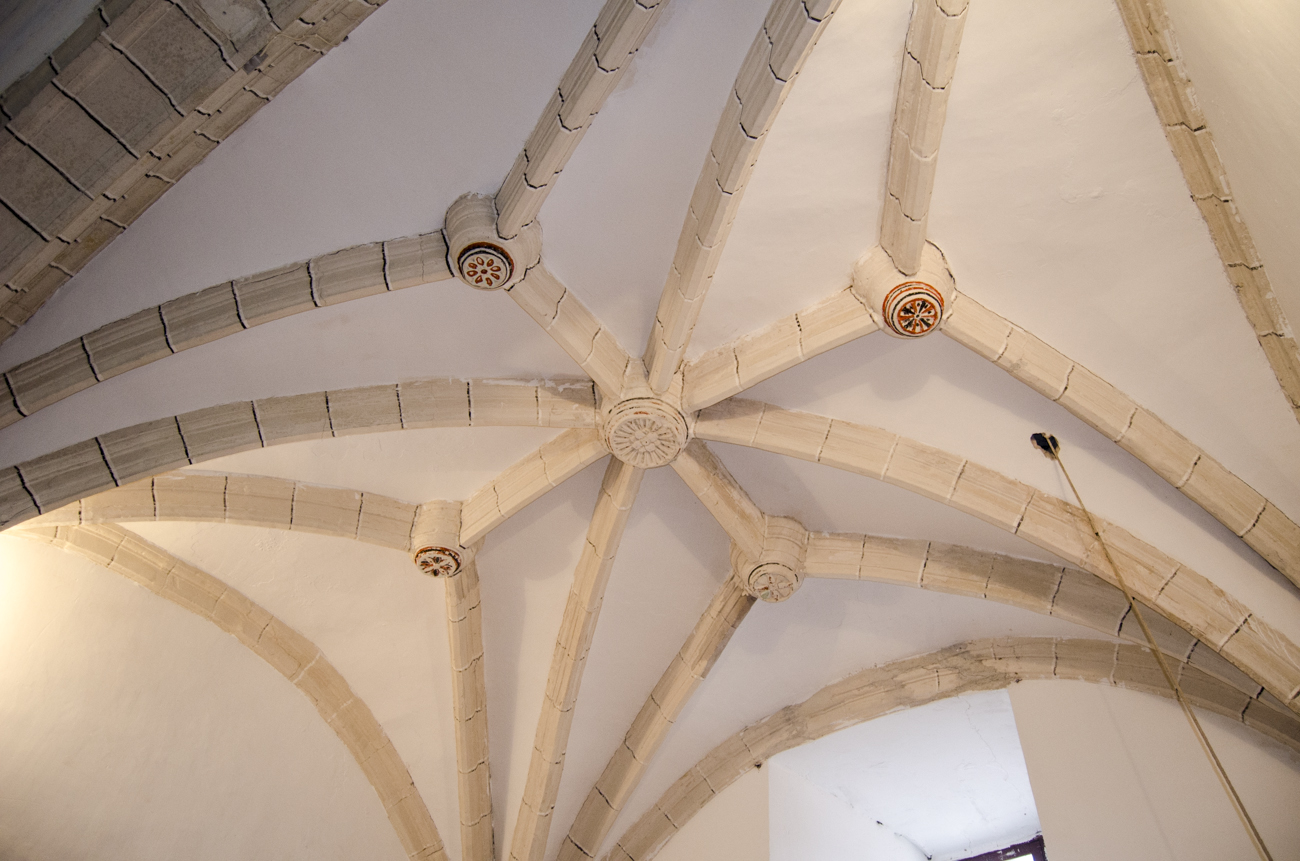
Iglesia. Detalle de bóveda.
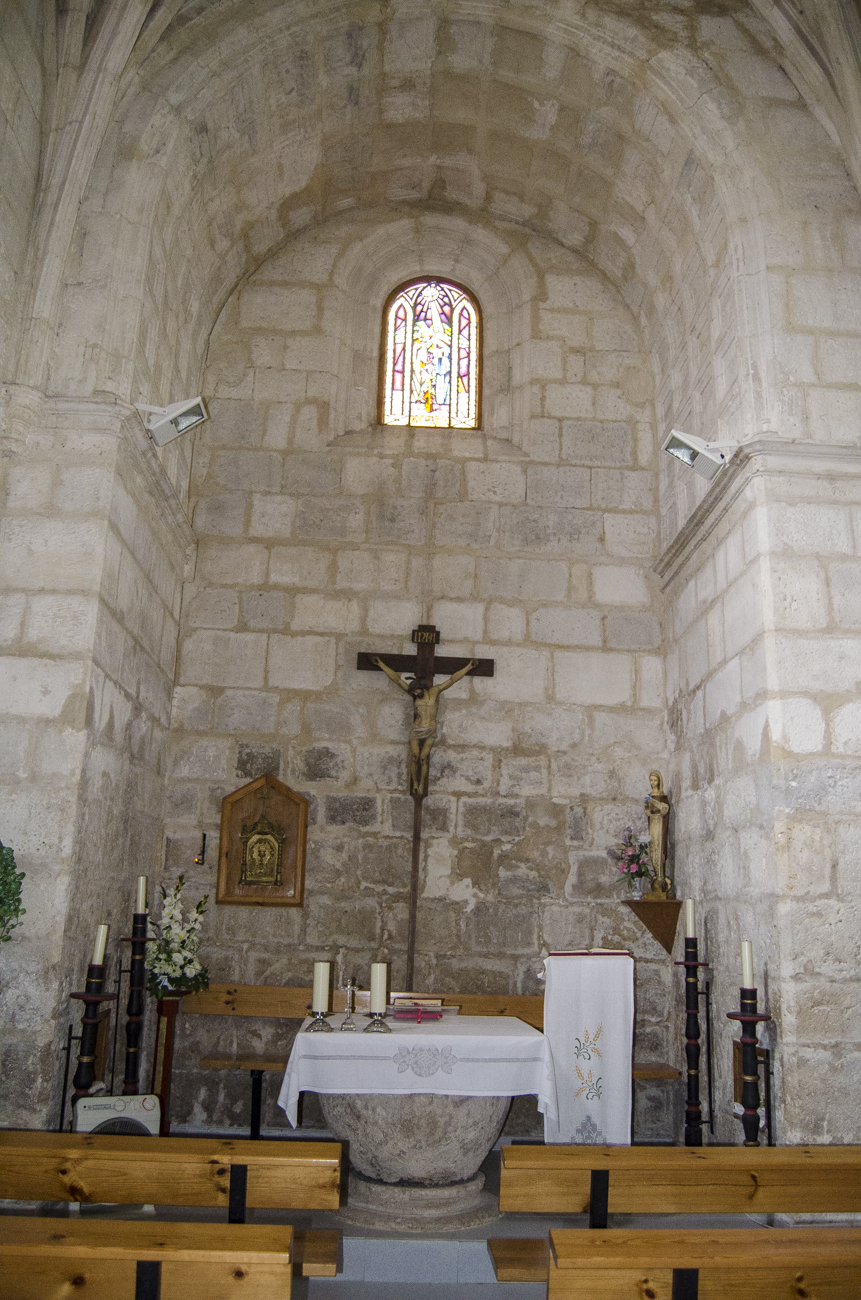
Iglesia. Capilla.
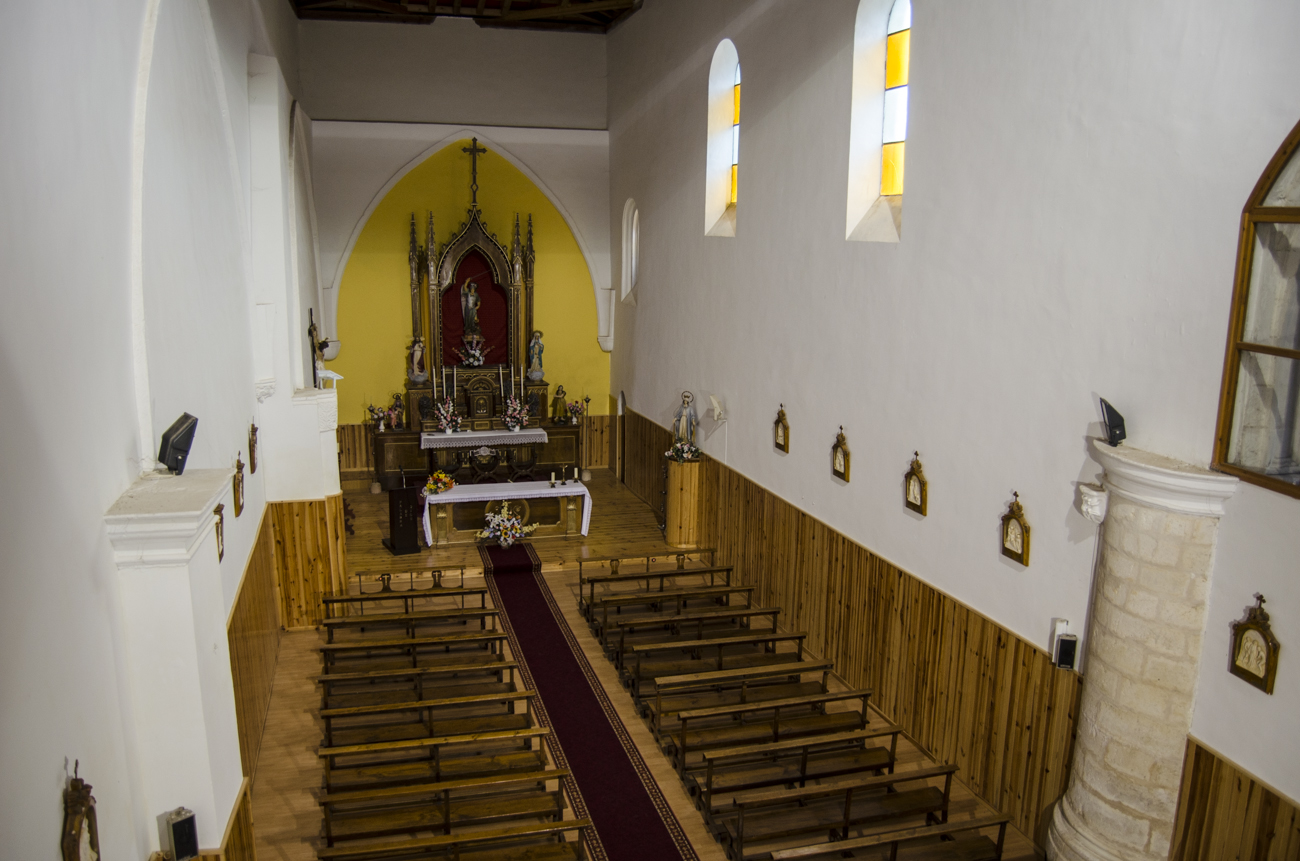
Iglesia. Nave mayor.

Ermita de Sotobrín

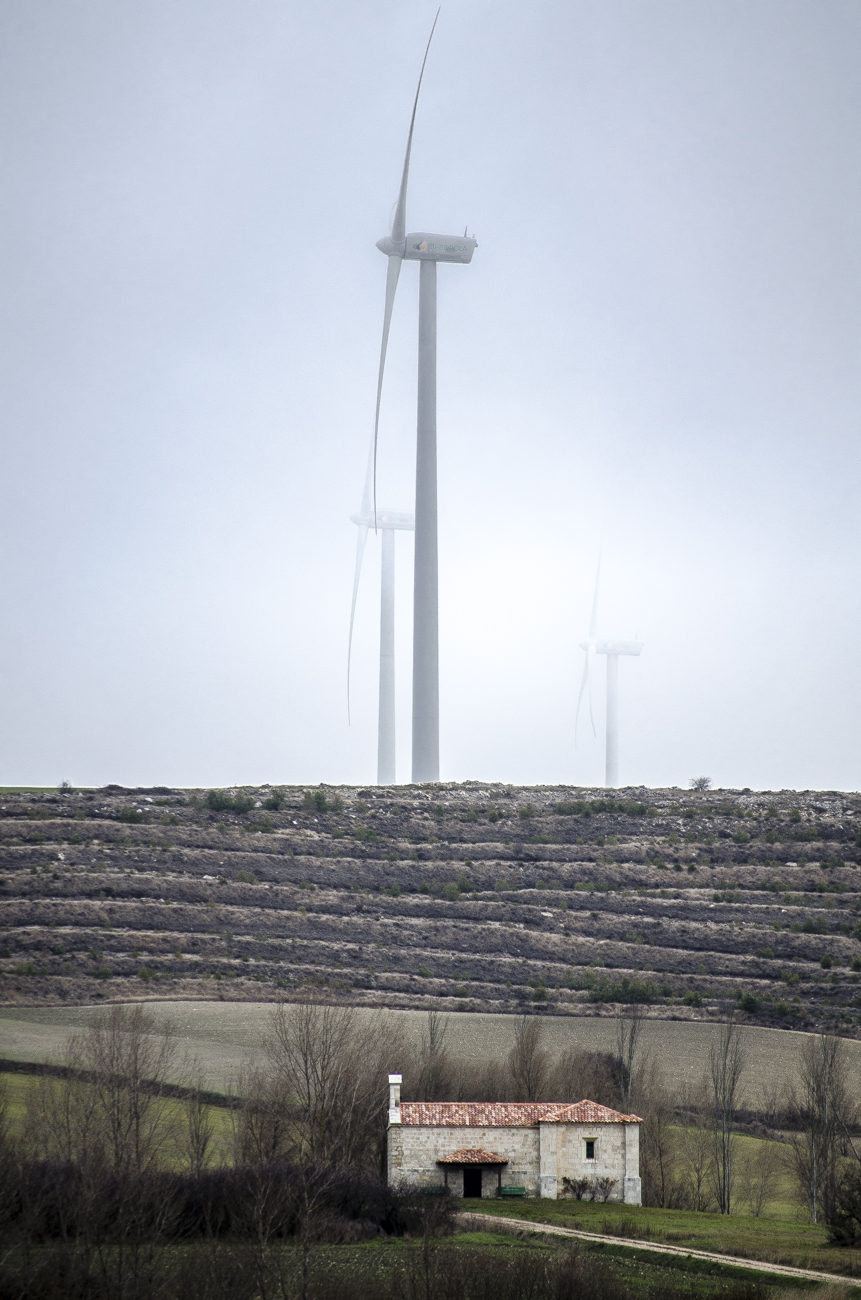
Ermita de Sotobrín.
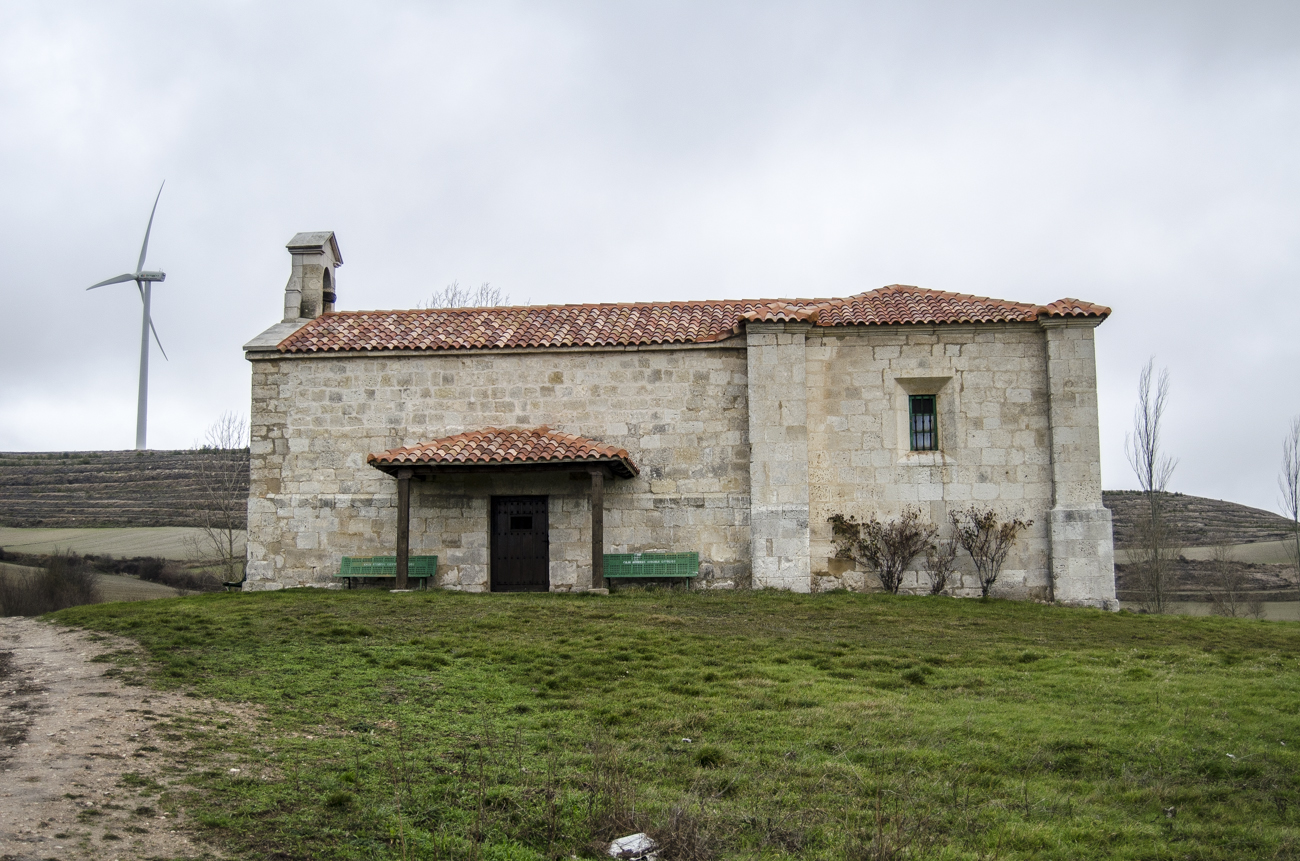
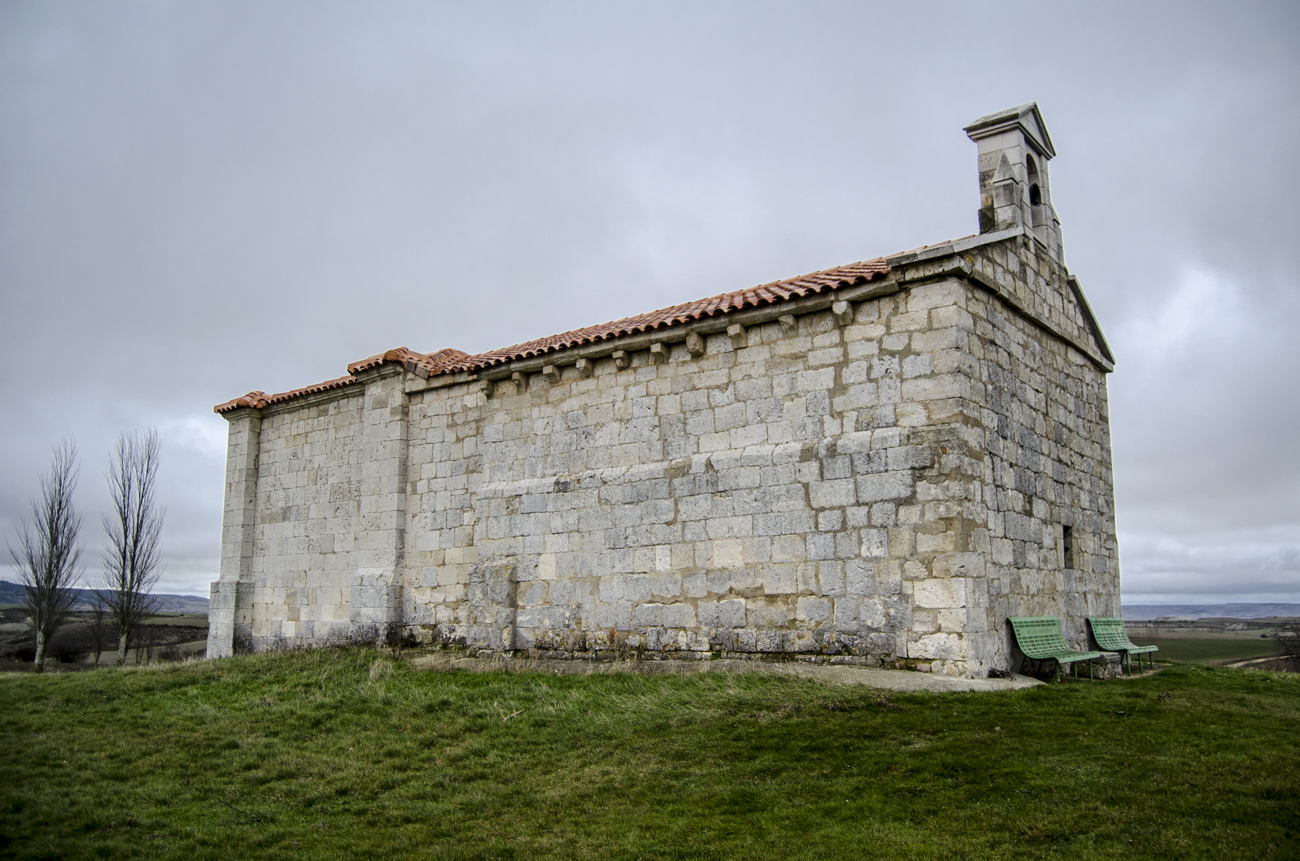
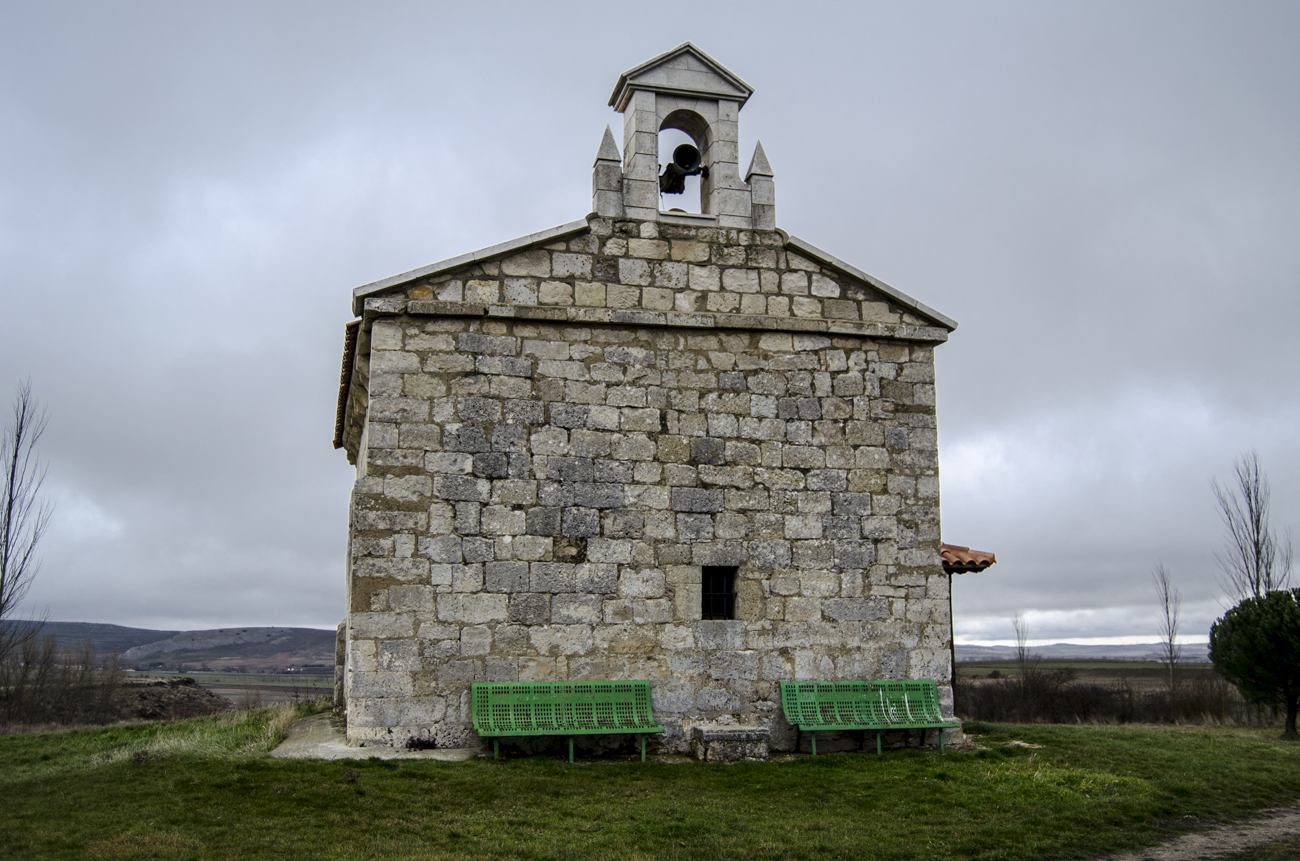
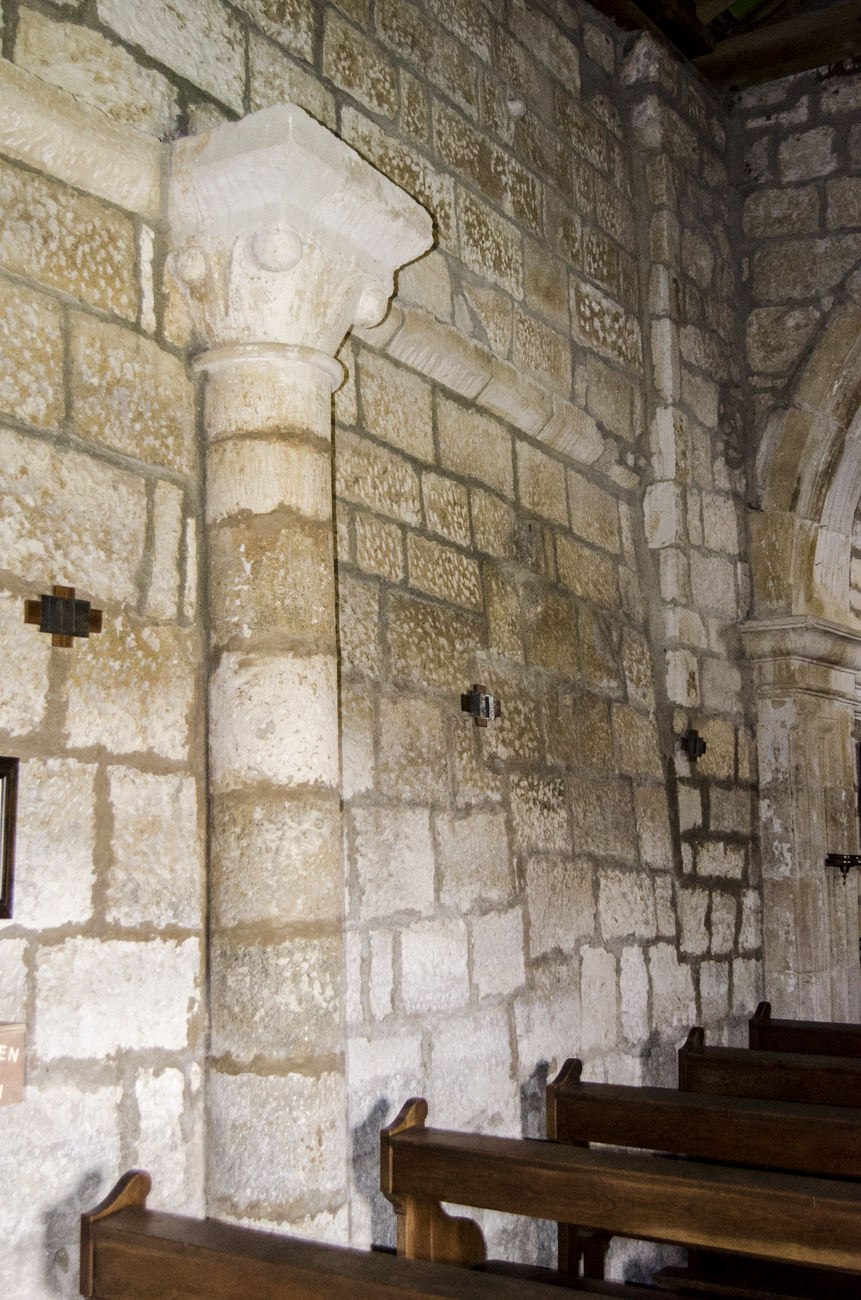
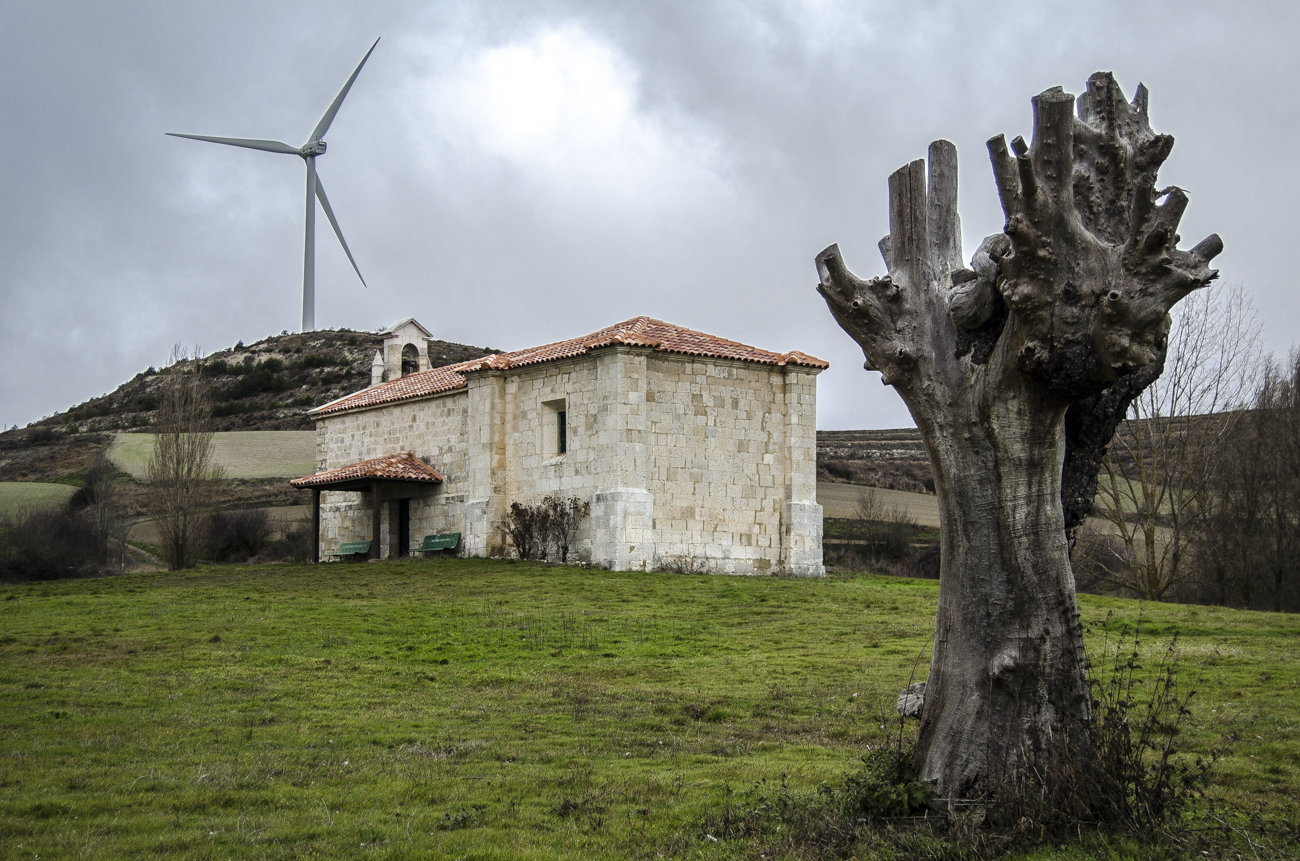
Olmo seco en primer plano.
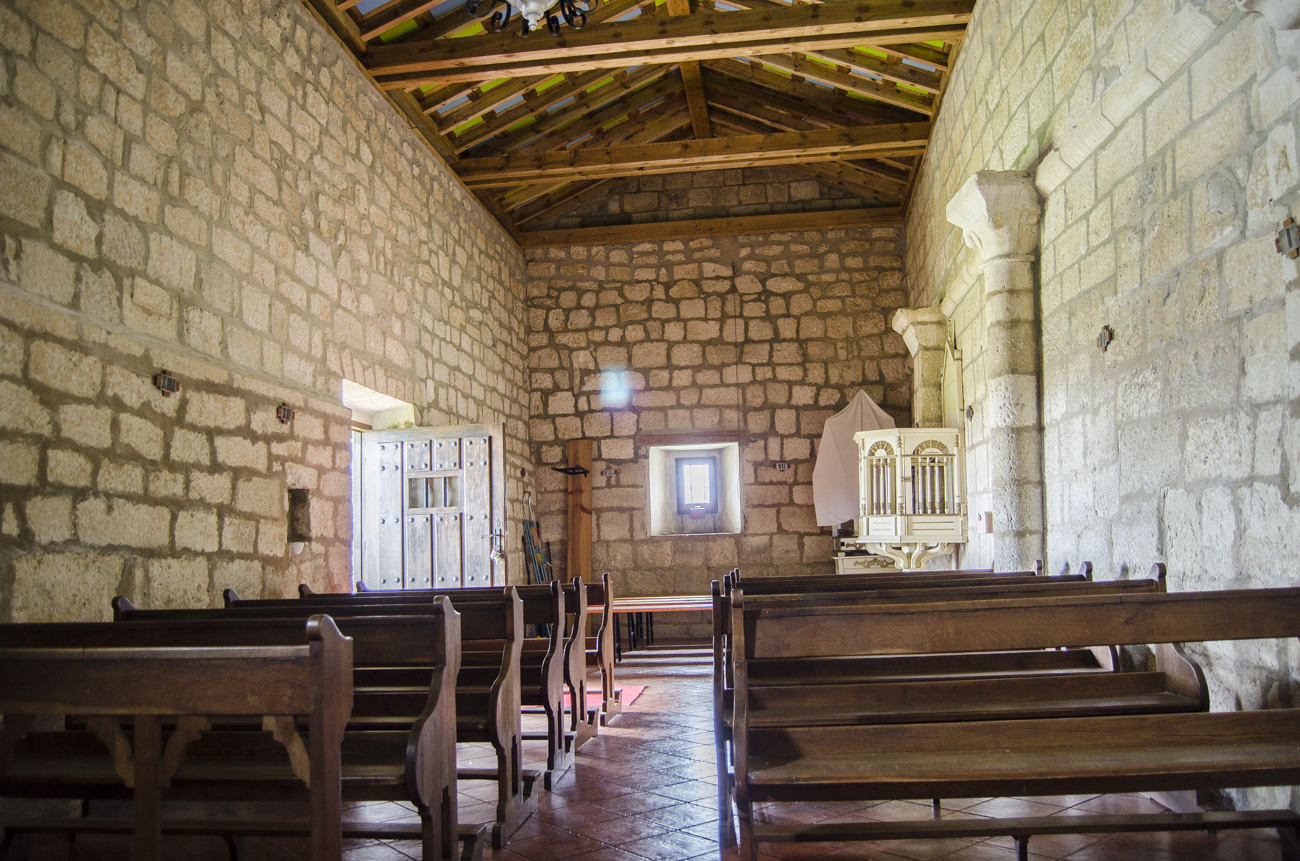
Interior de la ermita de Sotobrín.
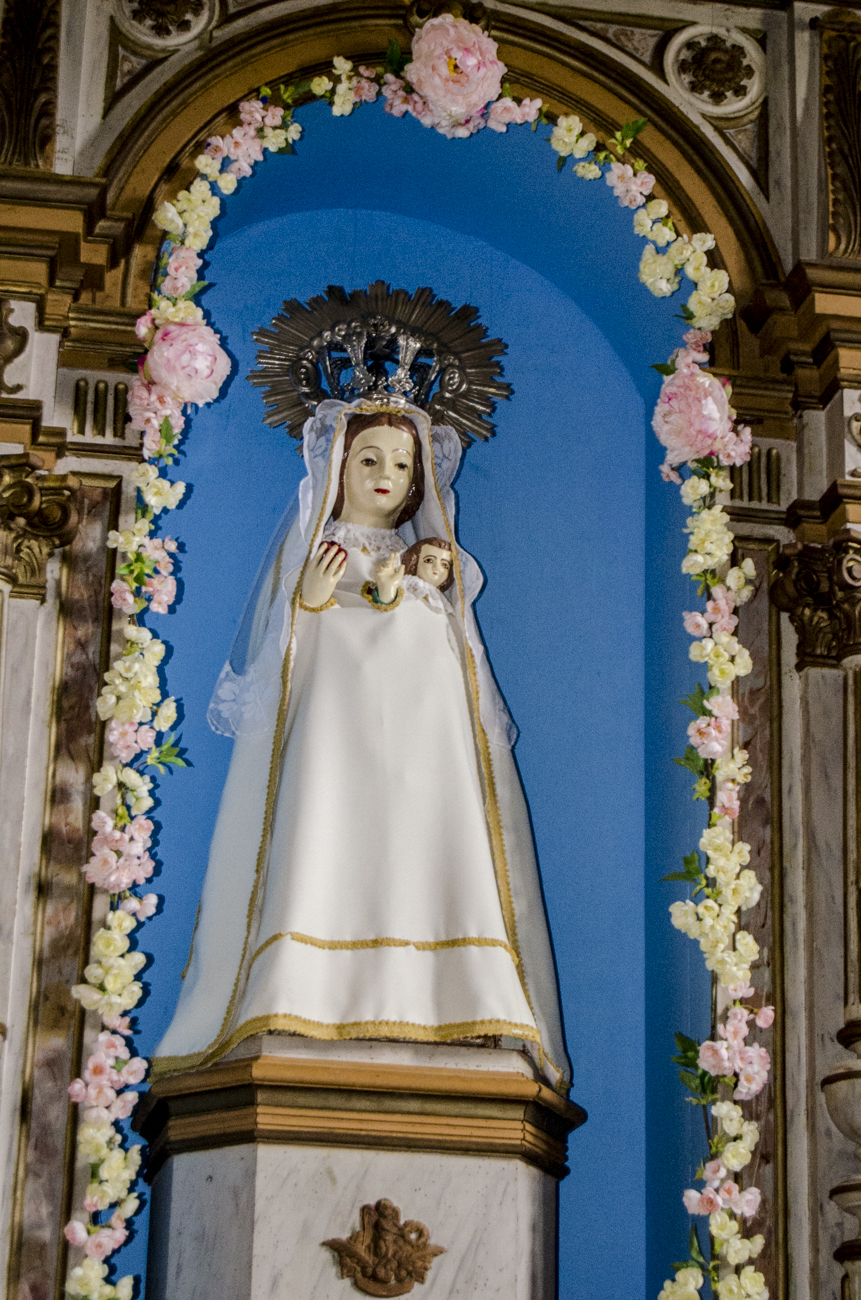
Virgen de Sotobrín, patrona de la localidad.

Conjunto urbanoCasas de piedra bien conservadas. Casas blasonadas con escudos de armas de la familia Mata. Diseño urbanístico abierto, en contraste con otros pueblos de la comarca. Tal vez se deba a la influencia de Andrés Díaz Venero de Leyva, a semejanza del diseño urbanístico colonial español.

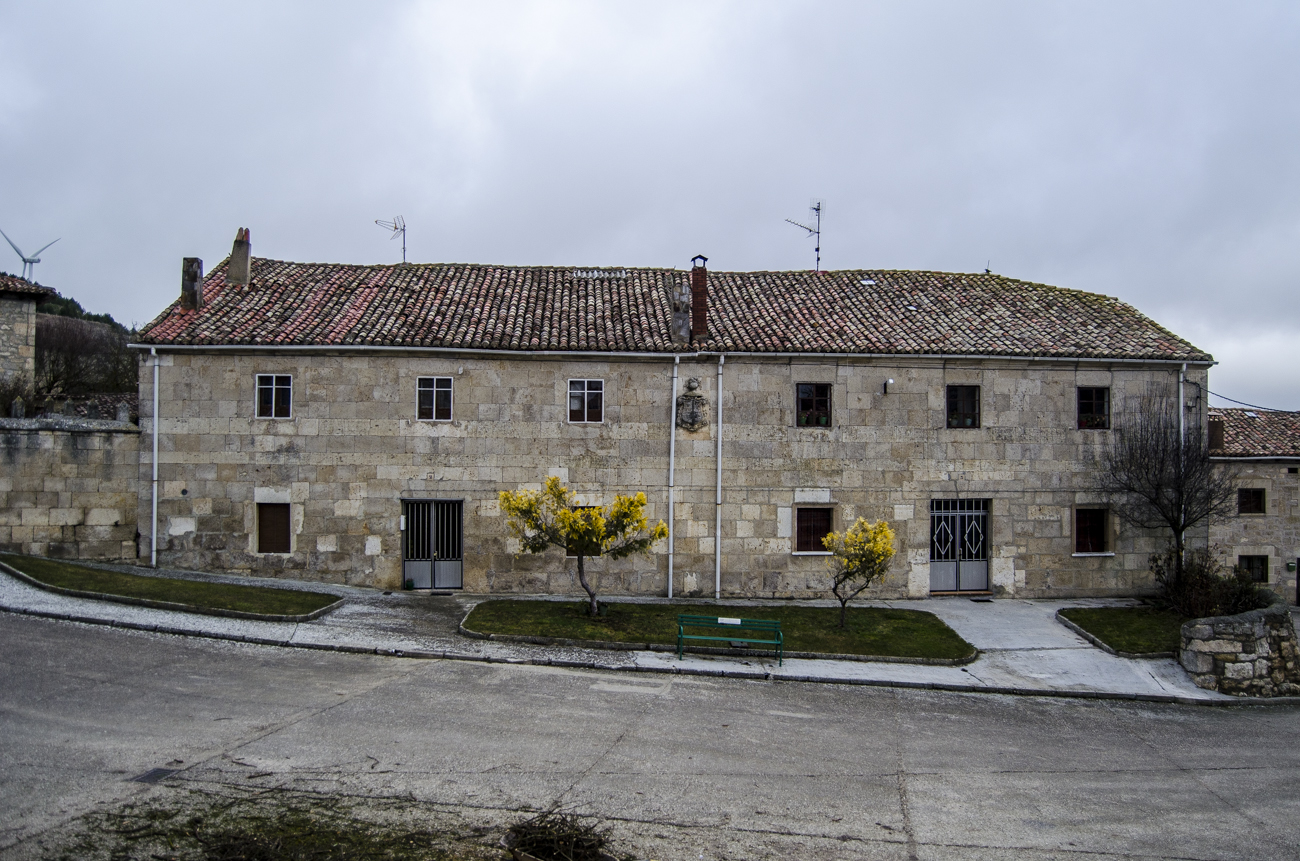
Casa blasonada.
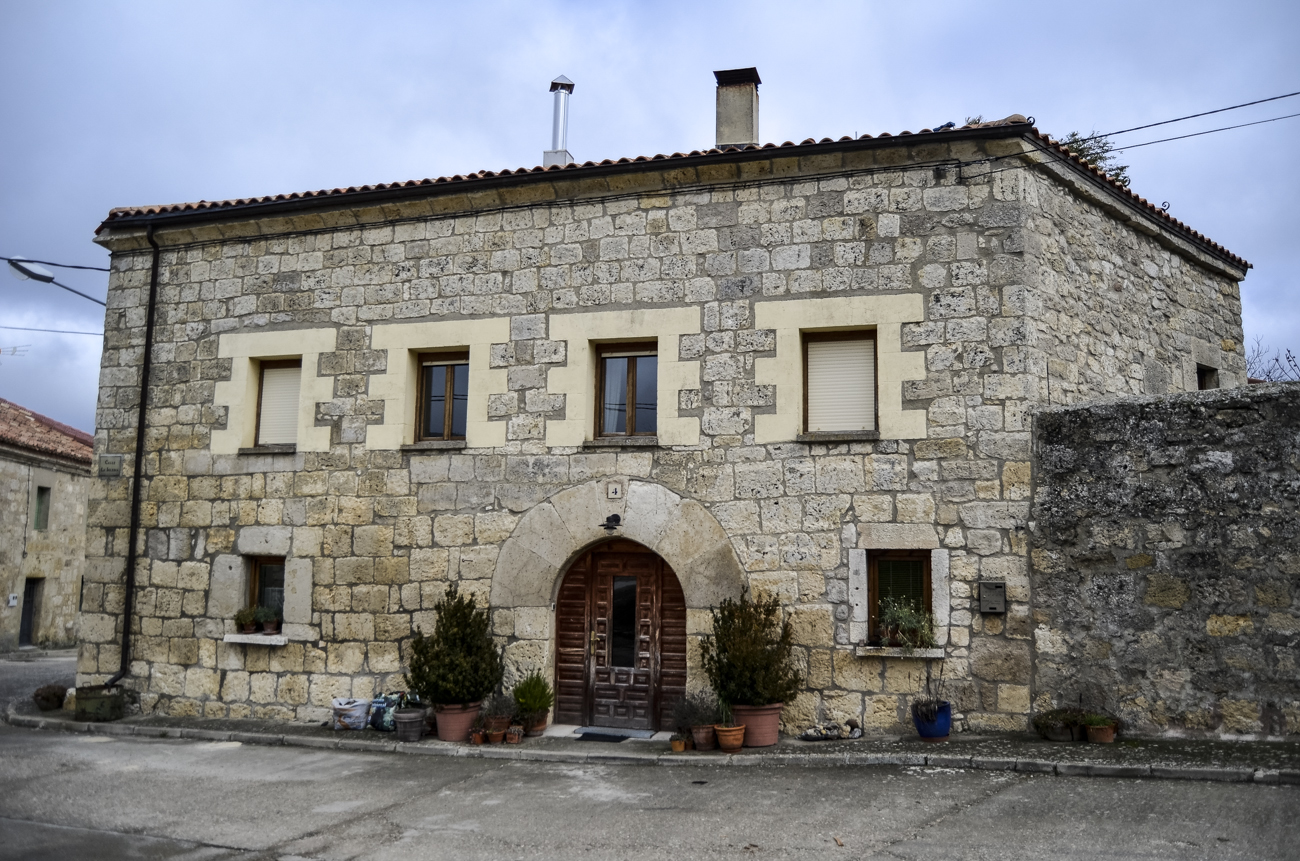

## Patrimonio inmaterial
Juego de Bolos de Sotobrín.

## Despoblados
- Sotobrín: el pueblo estuvo ubicado en el entorno de la actual ermita de Sotobrín, sita a unos dos kilómetros al norte del pueblo.[9]

## Personajes ilustres

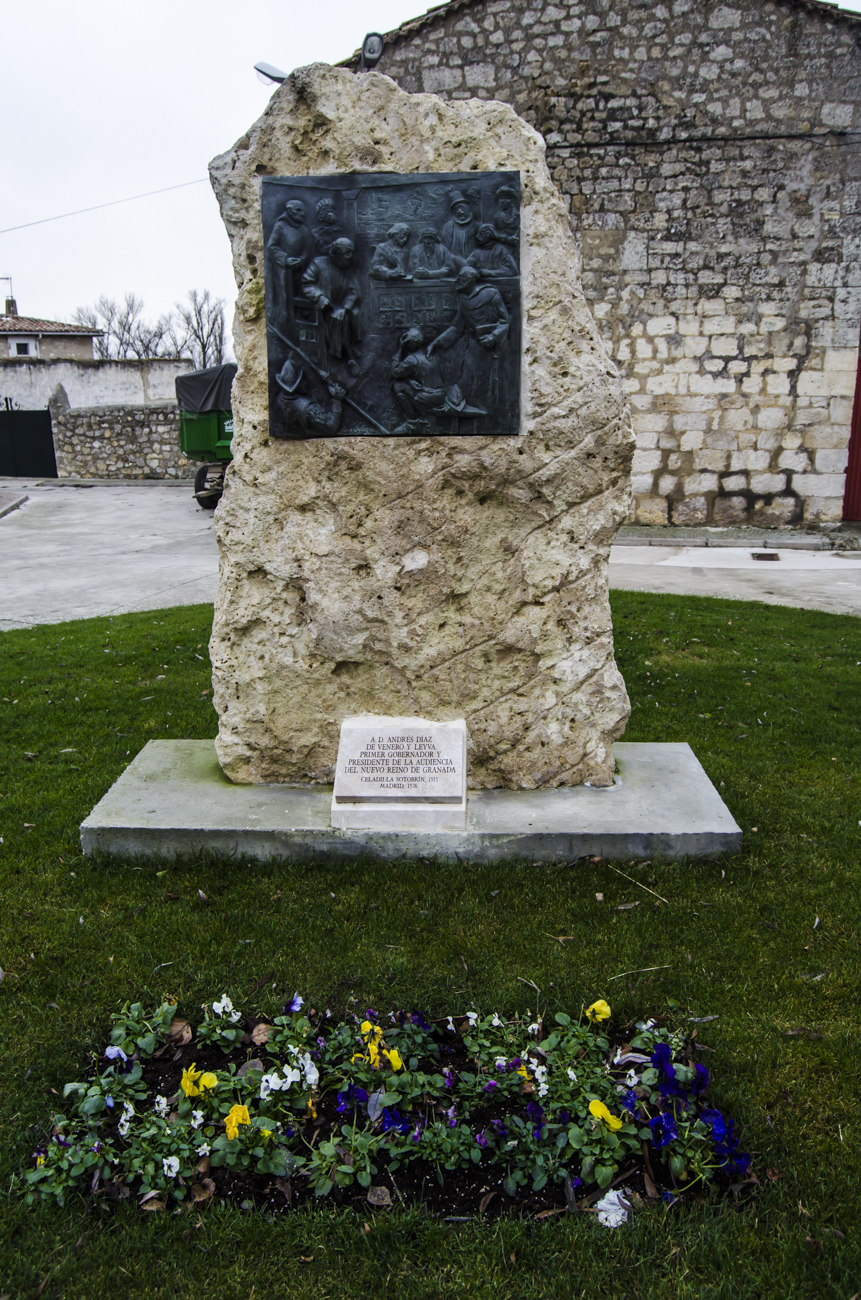
Monumento a Andrés Díaz Venero de Leyva

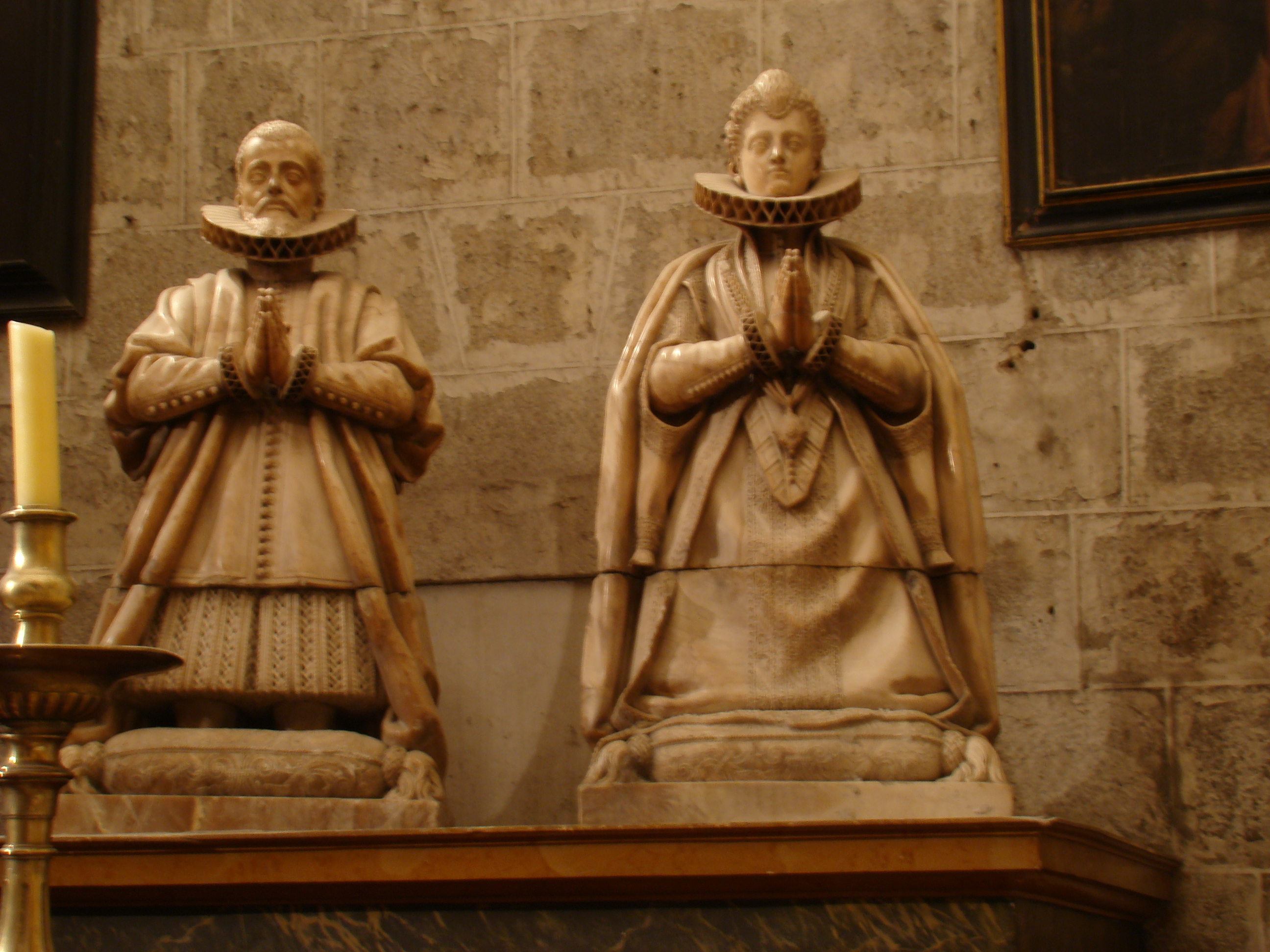
Escultura funeraria de la familia Venero y Leyva, procedente de la capilla de Santa Catalina del desaparecido convento de San Francisco de Valladolid. Realizada por un seguidor de Pompeio Leoni. Capilla de San José en la Catedral de Valladolid.

- Monumento a Andrés Díaz Venero de LeyvaEscultura funeraria de la familia Venero y Leyva, procedente de la capilla de Santa Catalina del desaparecido convento de San Francisco de Valladolid. Realizada por un seguidor de Pompeio Leoni. Capilla de San José en la Catedral de Valladolid.Andrés Díaz Venero de Leyva: nacido en 1515, aristócrata de gran importancia histórica y talla como político,  Desempeñó un papel fundamental en el proceso de colonización de América. En concreto, fue el primer presidente de la Real Audiencia del Nuevo Reino de Granada (que coincidiría aproximadamente con la actual Colombia) y gobernador general del Reino entre 1563 y 1574. Además, fue el fundador de la Villa de Leyva (en Colombia). Como responsable de España en el Nuevo Reino de Granada, trató de poner orden en las finanzas y en las relaciones (hasta entonces caracterizadas por múltiples abusos) con la población colonizada. A su regreso a España, a finales de 1574, fue nombrado miembro del Consejo de Indias. Don Andrés murió en Madrid y sus restos fueron enterrados en el desaparecido convento vallisoletano de San Francisco. Actualmente su mausoleo puede visitarse en la capilla de San José, en la Catedral de Valladolid. En su memoria se erigió en 2012 un relieve en bronce realizado por el escultor Francisco Ortega, que preside la plaza Mayor de Celadilla-Sotobrín. El monumento se compone, además del relieve, de una piedra procedente del término de El Pedrón, próximo a la localidad. Todo esto consta en la documentación del archivo de Ubierna.